# Stanisław Zborowski
Stanisław Zborowski (ur. jako Stanisław Zub; 4 lipca 1915 w Jedliczu, zm. 12 czerwca 1994 w Izdebkach) – polski ksiądz rzymskokatolicki, w diecezji przemyskiej, więziony przez władze komunistyczne.

## Życiorys
Stanisław Zub urodził się 4 lipca 1915 roku w Jedliczu, jako syn Piotra i Weroniki Sitnik. Szkołę powszechną ukończył w Jedliczu. W latach 1930–1935 kształcił się w gimnazjum w Krośnie i gimnazjum w Jaśle. W 1935 roku wstąpił do Wyższego Seminarium Duchownego w Przemyślu. Ze względu na działania wojenne, święcenia kapłańskie w trybie przyśpieszonym przyjął 10 września 1939 roku z rąk bpa Franciszka Bardy.
Przez pewien czas ukrywał się w Jedliczu. W 1940 roku był wikariuszem w parafii Jaćmierz, w latach 1940–1942 w parafii Korczyna, a w latach 1942–1946 w parafii Gniewczyna. W czasie wojny wspomagał finansowo ukrywanie Żydów u rodziny w Jedliczu. W Gniewczynie Łańcuckiej włączył się w działalność niepodległościową, jako kapelan żołnierzy placówki ZWZ-AK Tryńcza o pseudonimie „Spez”. Po wojnie współpracował z poakowskim oddziałem partyzantów Jana Totha „Mewy”.
W latach 1946–1947 był wikariuszem w parafii Wiązownica i równoczesnym administratorem excuriendo w parafii Mołodycz i parafii Radawa. Był to trudny i niebezpieczny czas na terenach zagrożonych przez bandy ukraińskie. W lipcu 1947 roku w obawie przed aresztowaniem wyjechał z Wiązownicy. W latach 1947–1948 był wikariuszem w parafii Frysztak, a w latach 1948–1949 w parafii Niewodna.
W 1949 roku w obawie przed aresztowaniem zmienił nazwisko na Zborowski, ale nie udało się zmylić komunistycznych władz bezpieczeństwa. 25 maja 1949 roku został aresztowany przez funkcjonariuszy Wojewódzkiego Urzędu Bezpieczeństwa Publicznego. Oskarżono go o przynależność do „przestępczego związku pod nazwą NSZ […], usiłującego przemocą zmienić ustrój państwa Polskiego”. Po pokazowym procesie sądowym, 4 stycznia 1950 roku wyrokiem Wojskowego Sądu Rejonowego w Rzeszowie został skazany na karę 10 lat pozbawienia wolności oraz utratę praw publicznych na cztery lata i przepadek mienia. Początkowo był osadzony w więzieniu na zamku rzeszowskim, a od 31 maja 1950 roku we więzieniu we Wronkach. 12 marca 1955 roku na mocy amnestii, najpierw zmniejszono orzeczoną karę do sześciu lat i ośmiu miesięcy, a już miesiąc później 5 kwietnia Wojskowy Sąd Rejonowy w Krakowie wydał wyrok o warunkowym zwolnieniu. 10 kwietnia 1955 roku został warunkowo zwolniony z więzienia.
Po wyjściu z więzienia dwa miesiące z powodów zdrowotnych przebywał na urlopie zdrowotnym w Jedliczu. W czerwcu 1955 roku został wikariuszem w parafii Rudołowice, ale po dwóch miesiącach zrezygnował by podjąć leczenie i przebywał na urlopie zdrowotnym w Brzostku. Od sierpnia 1955 do kwietnia 1959 roku był wikariuszem, a następnie administratorem w parafii Słocina. Następnie przez półtora roku przebywał na urlopie zdrowotnym w Zakopanem i Rudołowicach. Od stycznia do lutego 1960 roku był wikariuszem w parafii Wierzbna i od lutego do czerwca 1960 roku w parafii Jodłówka. W latach 1960–1967 był administratorem w parafii Pstrągowa. W latach 1967–1968 był ekspozytem w parafii Stare Miasto.
W latach 1968–1990 był administratorem parafii Izdebki. W uznaniu zasług dla kościoła w 1967 roku otrzymał wyróżnienie kanonickie Expositorium Canonicale, a w 1975 roku otrzymał przywilej noszenia rokiety i mantoletu. W 1975 roku na Wydziale Teologicznym w Krakowie zdobył tytuł magistra teologii na podstawie pracy pt. Modlitwa prywatna na podstawie modlitewników Diecezji przemyskiej. W 1990 roku, ze względu na pogarszający się stan zdrowia, przeszedł na emeryturę i zamieszkał w Izdebkach. Zmarł 12 czerwca 1994 roku.